# Point of Origin (ER)
Point of Origin is de zeventiende aflevering van het vijfde seizoen van de televisieserie ER, die voor het eerst werd uitgezonden op 8 april 1999.

## Verhaal
Conciërge Mobalage kan maar niet praten over zijn martelingen in Nigeria, dr. Greene wil hem helpen door het praten over zijn mishandeling in het toilet op de SEH. Dit helpt want Mobalage kan zich ineens alles herinneren over de martelingen. Nu het duidelijk wordt wat hij heeft moeten doorstaan lijkt het waarschijnlijk dat hij in Amerika mag blijven.
Dr. Carter wil in de toekomst hoofdarts worden, en mag daarom voor een dag de leiding aan de SEH geven om zo ervaring op te doen.
Lucy Knight begint met haar stage op de afdeling psychiatrie.
Dr. Weaver vindt waarschijnlijk haar biologische moeder in een verzorgingstehuis, zij is er slecht aan toe en dr. Weaver schakelt medische hulp in en laat haar naar het ziekenhuis brengen. Om alle twijfels weg te nemen besluit zij een DNA test te laten doen. De uitslag is niet wat zij gewild had, de vrouw is niet haar moeder.
Hathaway besluit de baby te houden.
Dr. Benton en dr. Corday botsen met elkaar over een stageplek op chirurgie.

## Rolverdeling

### Hoofdrollen
- Anthony Edwards - Dr. Mark Greene
- Noah Wyle - Dr. John Carter
- Eriq La Salle - Dr. Peter Benton
- Matthew Watkins - Reese Benton
- Laura Innes - Dr. Kerry Weaver
- Alex Kingston - Dr. Elizabeth Corday
- Paul McCrane - Dr. Robert Romano
- Kellie Martin - Lucy Knight
- Julianna Margulies - verpleegster Carol Hathaway
- Rose Gregorio - Helen Hathaway
- Ellen Crawford - verpleegster Lydia Wright
- Yvette Freeman - verpleegster Haleh Adams
- Deezer D - verpleger Malik McGrath
- Laura Cerón - verpleegster Chuny Marquez
- Dinah Lenney - verpleegster Shirley
- Montae Russell - ambulancemedewerker Dwight Zadro
- Brian Lester - ambulancemedewerker Brian Dumar
- Abraham Benrubi - Jerry Markovic

### Gastrollen (selectie)
- Sheila Kelley - Coco Robbins
- Djimon Hounsou - Mobalage Ikabo
- Akosua Busia - Kobe Ikabo
- Anna Gunn - advocate van Mobalage Ikabo
- Matthew Faison -  Dr. Weinstein
- Peter Ratray - Dr. Sedowenski
- Gina Hecht - radiologe
- Connie Sawyer - Kathy Brennan
- Terri J. Vaughn - Mrs. Gleason
- Ray Porter - Sam Broder